# لیدرشیت
لیدرشیت (به فرانسوی: Liederschiedt) یک کمون در فرانسه است که در Canton of Bitche واقع شده‌است.

## خصوصیات
لیدرشیت ۵٫۹۹ کیلومترمربع مساحت و ۱۳۲ نفر جمعیت دارد و ۴۰۰ متر بالاتر از سطح دریا واقع شده‌است.